# Comté de Johnson (Texas)
Pour les articles homonymes, voir Johnson et Comté de Johnson.
Le comté de Johnson (anglais : Johnson County) est un comté situé dans le nord de l'État du Texas aux États-Unis. Le siège du comté est Cleburne. Selon le  recensement de 2020, sa population est de 179 927 habitants.
Le comté a une superficie de 1 902 km2, dont 1 889 km2 en surfaces terrestres. 

## Comtés adjacents
| Comté de Parker                     | Comté de Tarrant | Comté de Dallas |
| Comté de Hood                       | comté de Johnson | Comté d'Ellis   |
| Comté de Bosque, Comté de Somervell | Comté de Hill    |                 |